# Глюконаты
Глюкона́ты — группа химических соединений, соли глюконовой кислоты.

## Применение
- Глюконат железа — препарат железа, в отличие от других формы железа лучше всасывается и усваивается, что связано с его низкой константой ионизации. Он не осаждает белки, не нарушает протеолитическую активность пищеварительной системы и не вызывает тошноту, желудочные спазмы, запор или диарею у большинства пациентов.
- глюконат кальция[1] — препарат Ca2+, для восполнения дефицита Ca2+, необходимого для осуществления процесса передачи нервных импульсов, сокращения скелетных и гладких мышц, деятельности миокарда, формирования костной ткани, свертывания крови.
- Глюконат меди(II) — компонент препаратов в фармакологии (поливитамиы, биологически активные добавки), в косметологических препаратах.